# 第12装甲旅団 (ドイツ連邦陸軍)
第12装甲旅団「オーバープファルツ」（だい12そうこうりょだん、ドイツ語：Panzerbrigade 12 "Oberpfalz"）は、ドイツ連邦陸軍の旅団の一つ。現在は第10装甲師団隷下にあって、旅団司令部をアンベルクに置き、旅団隷下部隊は主にバイエルン州中西部域のチェコ共和国との国境付近に駐屯している。
旅団は安定化戦力の一部として指定されている。

## 任務
旅団は多国籍部隊における諸兵科連合戦闘を先導し持続可能性および教育能力を確保する。旅団は多国籍部隊よる平和維持任務や国家に対する防衛事態および北大西洋条約機構加盟国に対する攻撃に備える。
旅団が装備している主力兵器はレオパルト2戦車とマルダー歩兵戦闘車で、介入戦力への指定後は長期間をかけてプーマ装甲歩兵戦闘車に更新される。

## 部隊編制
- 旅団司令部中隊　在アンベルク
- 第112装甲擲弾兵大隊　在レーゲン (シュタット)
- 第122装甲擲弾兵大隊　在オーバーヴィヒタッハ
- 第4通信大隊　在シャム (オーバープファルツ)
- 第8偵察大隊　在フライウング
- 第4工兵大隊　在ボーゲン
- 第4後方支援大隊　在ローディング、プフライムト

現在有効とされている陸軍編制である「新陸軍2010」に基づき、編成完結する。

## 歴史

### 第1次編制
1956年7月1日にアンベルクにてA4戦闘群が編成され、第4装甲擲弾兵師団隷下におかれる。戦闘群隷下部隊は以下のとおりであった。
- 本部中隊（1956年7月1日にデッゲンドルフにて編成、一部は7月20日からアンベルクに移駐）
- 第4猟兵大隊
- 第14猟兵大隊（1956年7月1日にホフにて編成）
- 第14戦車大隊（1956年7月1日にアンベルクにて編成）
- 第4装甲偵察大隊
- 第4装甲偵察大隊
- 第4軽野外整備中隊（1956年7月にアンベルクにて編成）
- 第4砲兵連隊第3中隊

### 第2次編制
1959年3月16日に陸軍第2次編制に基づいてA4戦闘群は第12装甲旅団に改編される。旅団隷下部隊は以下のとおりであった。
- 旅団司令部中隊
- 第122装甲擲弾兵大隊
- 第123戦車大隊
- 第124戦車大隊
- 第126補給大隊
- 第120装甲偵察中隊
- 第120装甲工兵中隊
- 第120防空中隊

1963年に第120装甲偵察中隊は解隊され、残余は第125装甲砲兵大隊隷下となる。1967年に第120特殊武器防護中隊と第120駆逐戦車中隊が隷下となる。

### 第3次編制
1970年に第120特殊武器防護中隊は解隊する。1974年に第126補給大隊が解隊し、同時に第48警備大隊が再編成される。1975年に旧第126補給大隊の替りに第120補給中隊と第120整備中隊が編成される。

### 第4次編制
1981年に第121混成戦車大隊が編成される。陸軍第4次編制期の旅団隷下部隊は以下のとおりであった。
- 旅団司令部中隊
- 第121戦車大隊
- 第122装甲擲弾兵大隊
- 第123戦車大隊
- 第124戦車大隊
- 第125装甲砲兵大隊
- 第120装甲工兵中隊
- 第120整備中隊
- 第120補給中隊

1984年に第45野戦予備大隊が隷下におさまる。1989年に第48警備大隊が再度解隊される。1992年には立て続けに第121戦車大隊、第124戦車大隊そして第120駆逐戦車中隊が解隊された。

### 1990年以降
1993年に旅団に愛称「オーバープファルツ」が連邦国防大臣を通じて与えられる。1993年に旅団は第10装甲師団隷下におかれ、2004年までに戦力強化のため再編成される。このため、次の部隊は解隊される。第123戦車大隊、第125装甲砲兵大隊、第120整備中隊、第120補給中隊、第45野戦予備大隊が解隊された。新たに第102装甲擲弾兵大隊、第112装甲擲弾兵大隊、第115装甲砲兵大隊、第104戦車大隊、第110駆逐戦車中隊、第120野戦予備中隊および第8山岳戦車大隊が隷下におさまる。1997年に第8山岳戦車大隊と第110駆逐戦車中隊が解隊される。
2001年に旅団はライプツィヒの第13装甲擲弾兵師団隷下におかれる。これにより第383戦車大隊が分割され旅団隷下となる。2003年には第4装甲工兵大隊および第4後方支援大隊が旅団隷下におかれた。2006年に第4通信大隊が、2007年に第8偵察大隊が隷下となる。2006年以来、旅団は再びジグマリンゲンの第10装甲師団の隷下におかれている。

### 国外任務
第12装甲旅団は次の国際任務に従事した実績がある。
- 1999年から2000年
  - コソボ治安維持部隊（KFOR）第1次派遣隊
- 2004年
  - コソボ治安維持部隊第9次派遣隊
- 2006年
  - コソボ治安維持部隊第14次派遣隊
  - 欧州連合部隊（EUFOR）第5次派遣隊
- 2008年
  - コソボ治安維持部隊第19次派遣隊
  - 欧州連合部隊第10次派遣隊
  - 国際治安支援部隊（ISAF）第16次派遣隊
- 2010年
  - コソボ治安維持部隊第25次派遣隊
  - コソボ治安維持部隊第26次派遣隊

## 歴代旅団長
| 代   | 氏名                                                                | 着任           | 離任           |
| ---- | ------------------------------------------------------------------- | -------------- | -------------- |
| 1    | アントン・エーダー陸軍大佐 Anton Eder                               | 1956年         | 1956年         |
| 2    | エルンスト・マンゴールド陸軍大佐 Ernst Mangold                      | 1956年7月20日  | 1957年         |
| 3    | ラインハルト陸軍大佐 Reinhard                                       | 1957年         | 1959年         |
| 4    | クルト・リットマン陸軍大佐 Kurt Rittmann                            | 1959年7月1日   | 1962年10月31日 |
| 5    | ハンス・シュトラデン陸軍准将 Hans Straden                           | 1962年11月1日  | 1965年7月31日  |
| 6    | ゲルハルト・ジャコビ陸軍准将 Gerhard Jacobi                         | 1965年8月1日   | 1970年9月30日  |
| 7    | クルト・フォン・デア・オステン陸軍大佐 Kurt von der Osten           | 1970年10月1日  | 1972年12月15日 |
| 8    | ゲルト＝ヘルムート・コマッサ陸軍大佐 de:Gerd-Helmut Komossa         | 1972年12月16日 | 1975年1月31日  |
| 9    | パウル＝フリードリヒ・シュトラウス陸軍准将 de:Paul-Friedrich Strauß | 1975年2月1日   | 1979年3月1日   |
| 10   | ヴィルヘルム・ヤコービ陸軍大佐 Wilhelm Jacoby                       | 1979年4月1日   | 1982年9月30日  |
| 11   | ラインハルト・ウール＝ヴェットラー陸軍准将 de:Reinhard Uhle-Wettler | 1982年10月1日  | 1985年9月30日  |
| 12   | アンドレアス・ヴィッテンベルク陸軍准将 Andreas Wittenberg           | 1985年10月1日  | 1991年9月30日  |
| 13   | ディーター・ヘニンガー陸軍大佐 Dieter Henninger                     | 1991年10月1日  | 1994年9月30日  |
| 14   | ウルリヒ・ヴォルフ陸軍大佐 Ulrich Wolf                              | 1994年10月1日  | 1996年         |
| 15   | フランツ・フォン・コルフ陸軍大佐 de:Fritz von Korff                 | 1996年7月26日  | 1999年         |
| 16   | ブルーノ・カスドルフ陸軍大佐 de:Bruno Kasdorf                       | 2001年         | 2003年         |
| 17   | エアハルト・ビューラー陸軍大佐 de:Erhard Bühler                     | 2003年8月22日  | 2006年2月20日  |
| 18   | ルッツ・エーリヒ・ニーマン陸軍大佐 de:Lutz Erich Niemann            | 2006年2月20日  | 2009年7月16日  |
| 19   | ミヒャエル・ウーリグ陸軍大佐 Michael Uhrig                          | 2009年7月16日  | 2010年3月26日  |
| 代行 | ステファン・シュペッテ陸軍中佐 Stephan Spöttel                      | 2010年3月26日  | 2010年4月      |
| 20   | ステファン・トマス陸軍大佐 de:Stephan Thomas                        | 2010年4月      |                |